# Ådalslidens landsfiskalsdistrikt
Ådalslidens landsfiskalsdistrikt var 1941–1964 ett landsfiskalsdistrikt i Västernorrlands län, bildat när Sveriges nya indelning i landsfiskalsdistrikt trädde i kraft den 1 oktober 1941, enligt kungörelsen den 28 juni 1941. Detta distrikt bildades genom sammanslagning av två tidigare landsfiskalsdistrikt, Junsele och Resele, vilka hade bildats den 1 januari 1918, när Sveriges första indelning i landsfiskalsdistrikt trädde i kraft. Den 1 januari 1965 avskaffades i Sverige samtliga landsfiskaler och landsfiskalsdistrikt, och deras arbetsuppgifter delades upp på de nyskapade indelningarna polisdistrikt, åklagardistrikt och kronofogdedistrikt.
Landsfiskalsdistriktet låg under länsstyrelsen i Västernorrlands län.

## Ingående områden
De två landskommunerna Resele och Ådals-Liden hade tidigare legat i Resele landsfiskalsdistrikt och Junsele landskommun i Junsele landsfiskalsdistrikt. När Sveriges nya indelning i landsfiskalsdistrikt trädde i kraft den 1 januari 1952 (enligt kungörelsen 1 juni 1951) överfördes Resele landskommun till Sollefteå landsfiskalsdistrikt.

### Från 1 oktober 1941
- Junsele landskommun
- Resele landskommun
- Ådals-Lidens landskommun

### Från 1952
- Junsele landskommun
- Ådals-Lidens landskommun